# Саров

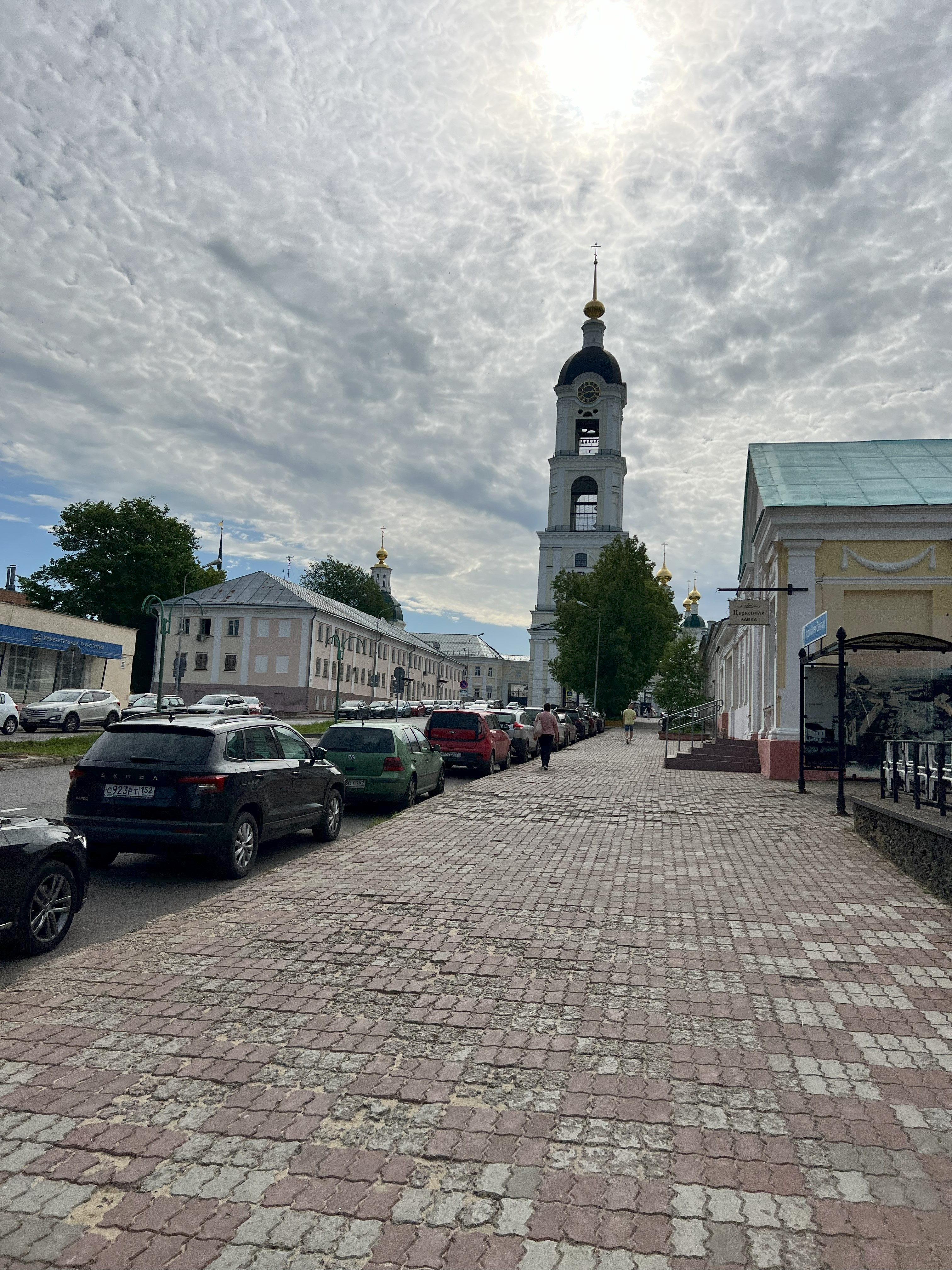
Вид на колокольню в Сарове

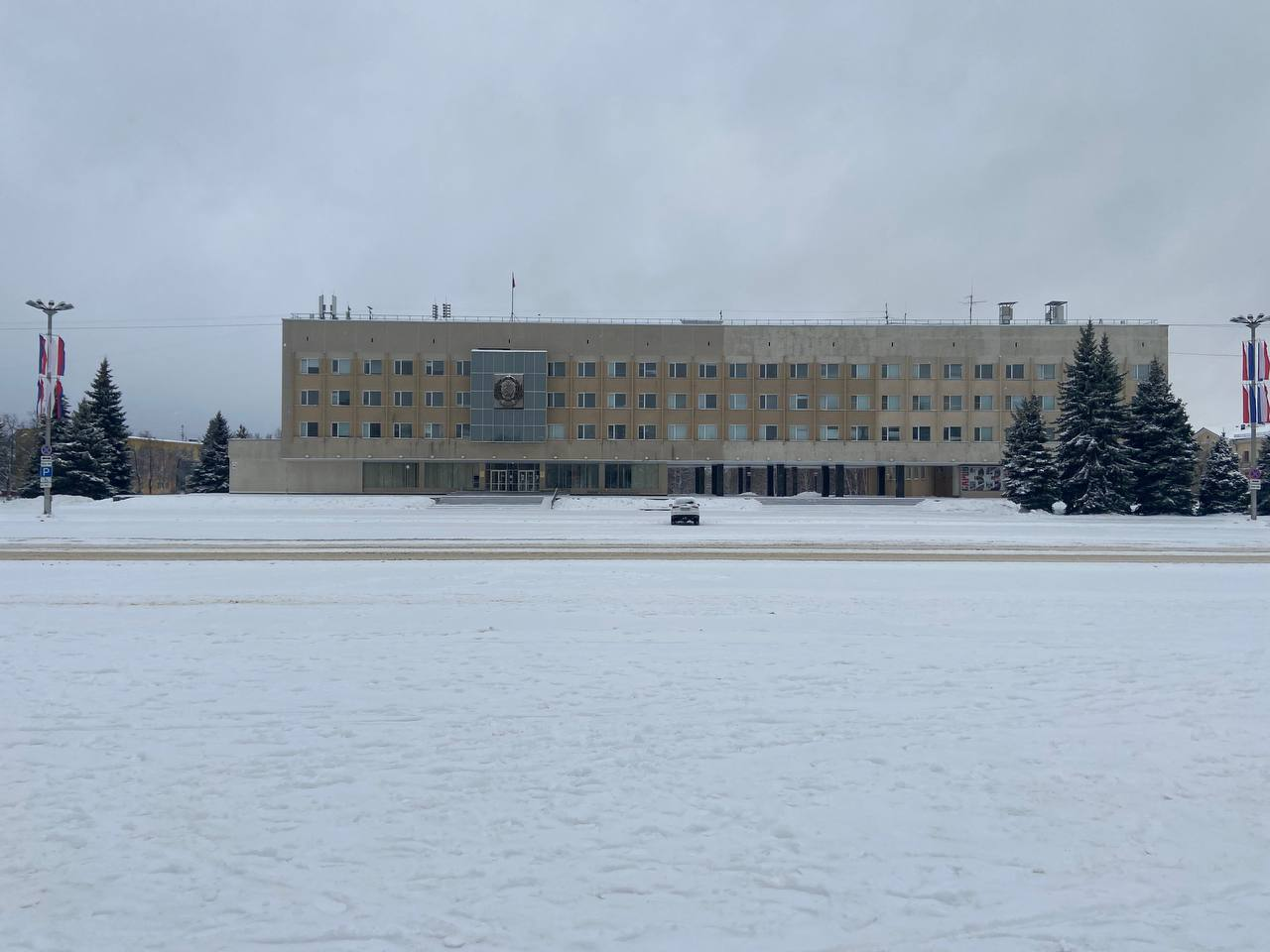
Городская администрация. Январь 2024 года

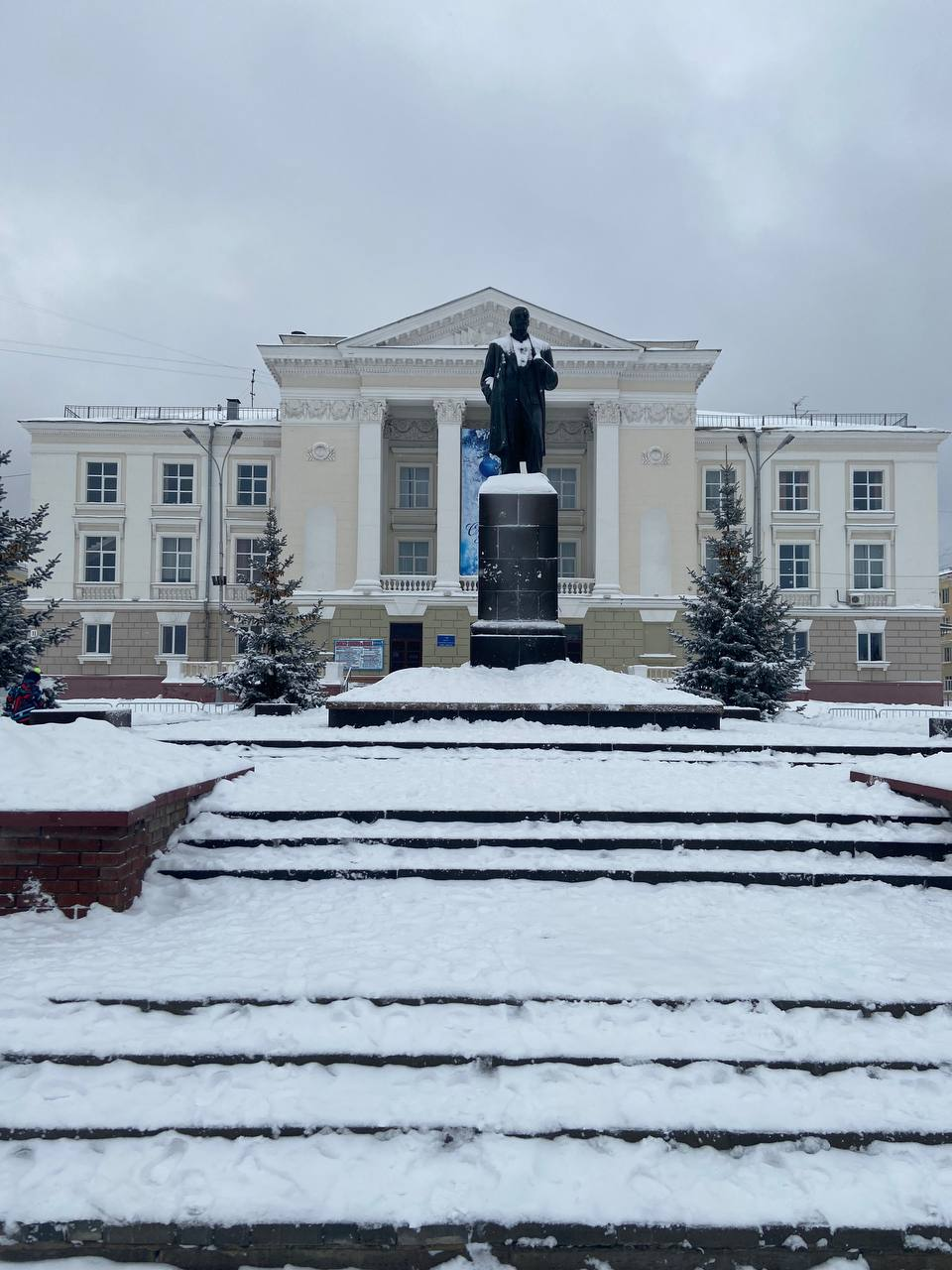
Памятник В.И.Ленину на фоне центра культуры и досуга. Январь 2023 года

Саро́в — город в России, расположенный в Нижегородской области и Республике Мордовия. Является закрытым административно-территориальным образованием Нижегородской области, образует городской округ. Датой основания считается 12 июня 1700 года. Население — 93 493 чел. (2025).
В 1946 году после размещения здесь строго засекреченного объекта по разработке ядерного оружия КБ-11 Саров попал под гриф секретности. В документах он именовался Горький-130, Кремлёв, Арзамас-75 и Арзамас-16; в 1995 году городу было возвращено историческое название. На советских топографических картах обозначался как населённый пункт с названием «Сарова». Градообразующим предприятием Сарова является РФЯЦ-ВНИИЭФ — разработчик и производитель ядерных боеприпасов.
Расположен на территории Нижегородской области и, главным образом, Мордовии. Указом Президента от 24 августа 2021 года предусмотрено расширение территории ЗАТО города Сарова к 1 января 2022 года путём присоединения к нему частей Вознесенского муниципального района и Дивеевского муниципального округа Нижегородской области, а также части Темниковского муниципального района Мордовии.
Почтовые индексы - 607180, 607181, 607182, 607183, 607185, 607186, 607187, 607188, 607189, 607190

## История

### Этимология
Возник в XVII в. как Саровская пустынь. Пустынь — «уединенная обитель, небольшой монастырь», Название пу́стыни дано по реке Саровке. Гидроним происходит от финно-угорской основы «сара» — болото, заболоченная река, широко представленной в топонимии Мордовии и соседних территорий (ср. Саранск, реки Инсар, Сарлей и мн. др.). По оценке Е. М. Поспелова, менее вероятна связь топонима с золотоордынским городом Сарыклыч, который существовал в этой местности в XIV веке и назывался по тюркскому личному имени. В городе, выросшем при монастыре, в послевоенные годы обосновался НИИ экспериментальной физики. По соображениям секретности истинное название города было заменено условным наименованием Арзамас-16; позже городу присвоили искусственное название Кремлёв. В 1995 году Кремлёв переименован в Саров.

### Саровское городище
Саровское городище площадью ок. 44 га, считающееся крупнейшим укреплённым поселением мордвы домонгольского времени, возможно было центром Пургасовой волости русских летописей, разграбленным и разрушенным в первой половине XIII века.

### Татарская крепость Сары Кылыч
По летописным данным, в древние времена место слияния Саровки и Сатиса были населены эрзя и татарами-мишарями. Уже тогда на этом месте было крупное поселение, здесь же пересекалось множество торговых путей.

### Саровский монастырь
Первым монахом-отшельником, поселившимся на Саровской горе, стал пензенский инок Феодосий, пришедший на «старое городище» в 1664 году и устроивший себе здесь келью. Пожив здесь около шести лет, Феодосий задумал удалиться в Пензу. Около этого времени на «старом городище» поселился монах Герасим из Краснослободского монастыря. Некоторое время оба отшельника жили вместе, однако вскоре Феодосий «отошёл» в Пензу, и Герасим остался один на «старом городище». Пожив здесь некоторое время, Герасим удалился в Краснослободский монастырь, очевидно, из боязни воров и разбойников, которые стали делать ему «многие пакости».
Вскоре после отца Герасима на «старом городище» поселился иеромонах Исаакий, который стал основателем Саровской пустыни. Вскоре у Исаакия появились сподвижники, он возбудил ходатайство об учреждении в Сарове иноческой обители.
В 1705 году князь Кугушев, владелец «старого городища», передал отцу Исаакию в дар участок между реками Сатисом и Саровкой для будущей обители. В январе 1706 года митрополит Рязанский Стефан Яворский удовлетворил прошение об устроении церкви на «старом городище». 28 апреля 1706 года был заложен деревянный храм в честь иконы Божией Матери «Живоносный источник». 16 июня 1706 года совершилось освящение первого храма Саровской обители.

### Российская империя (1721—1917)
С 1778 по 1833 год в монастыре жил знаменитый русский святой Преподобный Серафим Саровский.
В середине 1850-х годов Свято-Успенский мужской монастырь Саровская пустынь достиг своего экономического расцвета. В то время район входил в Тамбовскую губернию. В течение почти 30 лет в окрестностях Сарова жила канонизированная в 2004 году блаженная Параскева Дивеевская
В 1903 году в обители проходили грандиозные саровские торжества по случаю канонизации преподобного Серафима Саровского, на которых присутствовал император Николай II с императрицей и родственниками.
В 1906 году Саровская пустынь отметила 200-летний юбилей своего существования. На празднование юбилея съехалось множество гостей. Саровская пустынь превратилась в общепризнанную святыню России.

### СССР (1922—1991)
После революции 1917 года хозяйство Саровского монастыря пришло в упадок. К концу 1925 года было принято решение о его закрытии, а в марте 1927 года было принято правительственное решение о ликвидации Саровского монастыря. Имущество вместе со строениями было передано в ведение Нижегородского управления НКВД СССР.
На базе монастыря в 1927 году была создана детская трудовая коммуна фабрики № 4 НКТ. В ноябре 1931 года трудовая коммуна была закрыта. После неё в посёлке была организована исправительная трудовая колония для подростков и взрослых заключённых. В ноябре 1938 года она была закрыта.
4 декабря 1938 года селение Саров Темниковского района Мордовской АССР отнесено к разряду рабочих посёлков.

#### Арзамас-16
11 февраля 1943 года было принято постановление ГКО о начале работ по созданию атомной бомбы. Общее руководство было возложено на заместителя председателя ГКО Л. П. Берия, который, в свою очередь, назначил главой атомного проекта И. В. Курчатова (его назначение было подписано 10 марта). Главным конструктором стал Юлий Борисович Харитон.
В соответствии с Постановлением СМ СССР № 297-133сс от 17.02.1947 года КБ-11 было отнесено к особо режимным предприятиям с превращением его территории в закрытую режимную зону. 17 июля 1947 года посёлок Саров был изъят из административного подчинения Мордовской АССР и исключён из учётных материалов по административному делению РСФСР.
С 1946 по 1954 год имел условные наименования: «объект 550» и «База № 112»,
17 марта 1954 года вышло закрытое постановление Президиума Верховного Совета РСФСР «Об образовании городских и поселковых советов в закрытых городах и посёлках». Этим постановлением посёлку был присвоен статус города с названием Кремлёв. В 1960 году город получил название Арзамас-75. Это наименование послужило поводом для критики, так как число «75» в названии отражает с точностью до километра длину автомобильного пути до города Арзамас. Но это было случайное совпадение. В 1966 году название было изменено на Арзамас-16. Это название город носил до 1994 года. Городская партийная организация имела наименование «Кремлёвская». С 1994 по 1995 год город официально именовался Кремлёв, а с 1995 года — Саров.
24 августа 2021 года Президент России Владимир Путин подписал Указ о расширении территории ЗАТО города Сарова к 1 января 2022 года путём присоединения к нему частей Вознесенского муниципального района, Дивеевского муниципального округа Нижегородской области, а также части Темниковского муниципального района Мордовии.

## Органы местного самоуправления
- Глава города Сарова, Глава администрации города Сарова — Алексей Сафонов.
- Председатель Городской Думы города Сарова — Антон Ульянов.

## Федеральный ядерный центр России

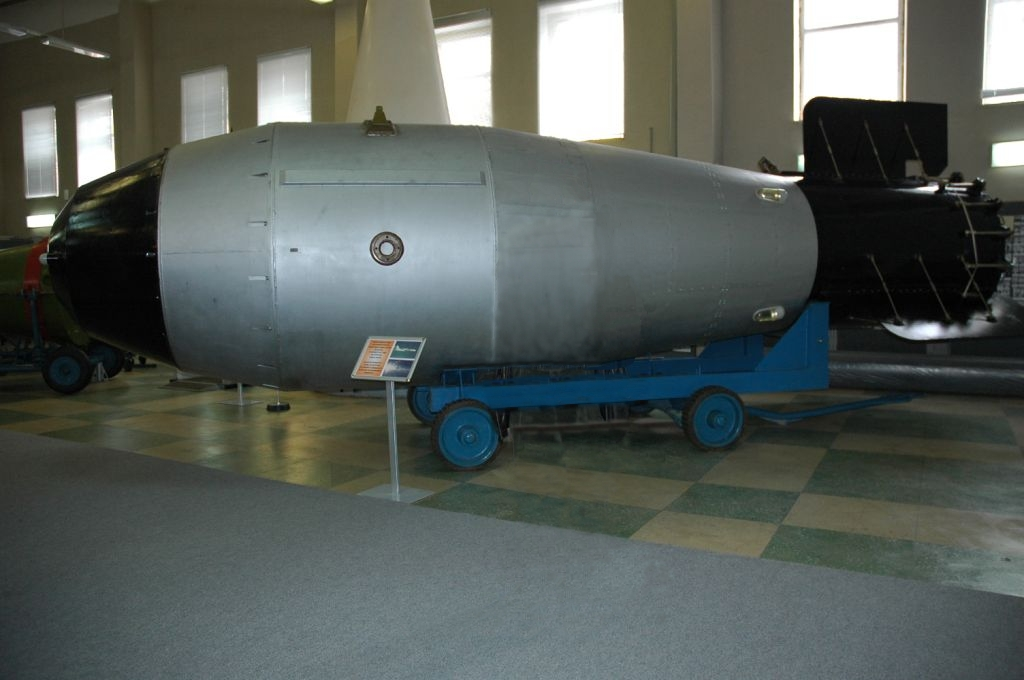
Корпус «Царь-бомбы» в Музее ядерного оружия

Российский федеральный ядерный центр — Всероссийский научно-исследовательский институт экспериментальной физики (РФЯЦ-ВНИИЭФ) положил начало реализации масштабной программы Советского Союза по развитию ядерного оружия.
Высокий научно-технический потенциал позволяет РФЯЦ-ВНИИЭФ расширять сферу исследований и разработок и быстро осваивать новые области высоких технологий, получать научные результаты мирового уровня, проводить уникальные фундаментальные и прикладные исследования.
На базе ВНИИЭФ работает музей ядерного оружия.

## Население

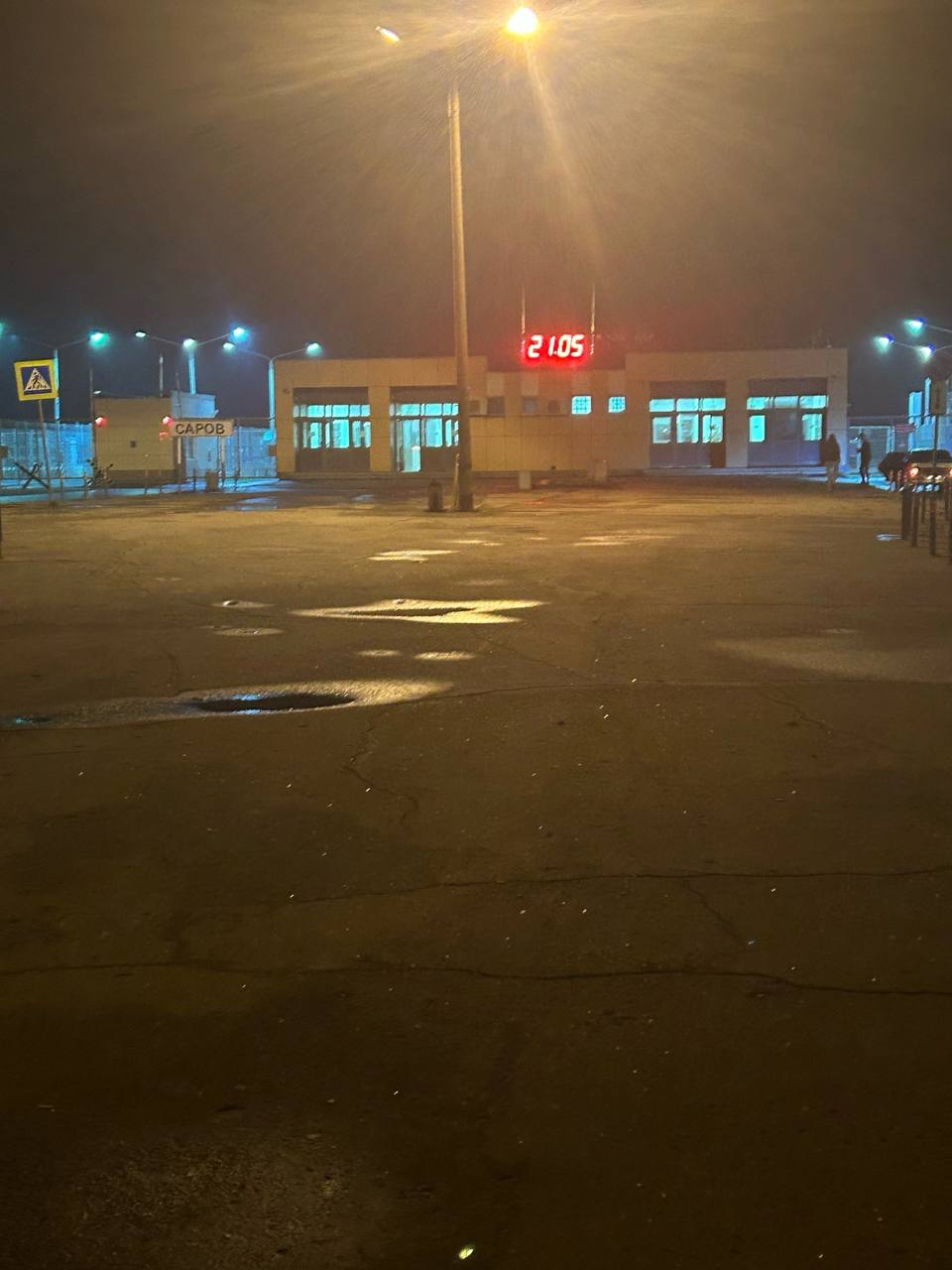
Контрольно-пропускной пункт №3 при въезде в ЗАТО Саров

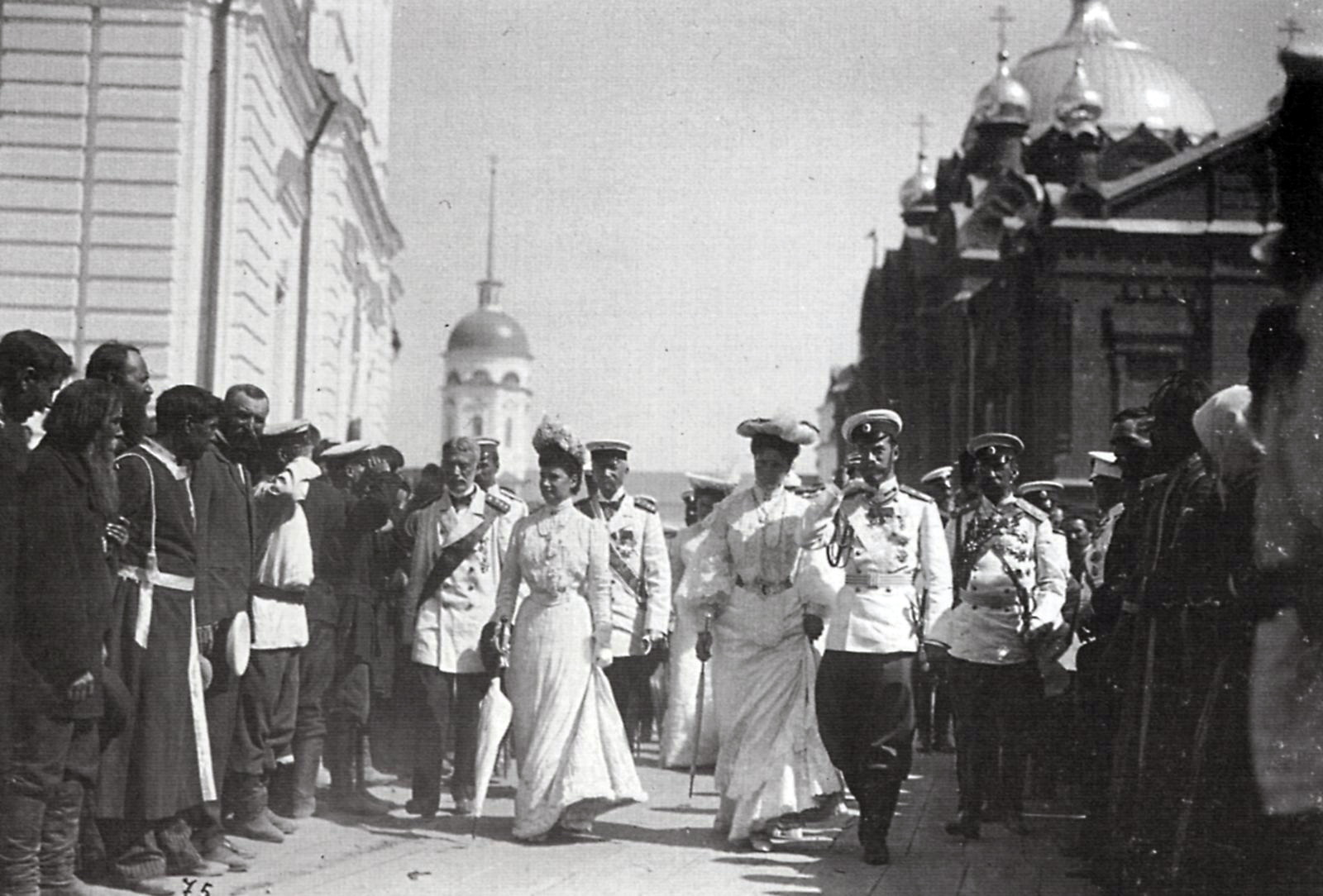
Саров. Николай II с императрицей, 1903 год.

| 1939    | 1996    | 1998    | 2001    | 2002    | 2003    | 2005    | 2007    | 2008    | 2009    |
| ------- | ------- | ------- | ------- | ------- | ------- | ------- | ------- | ------- | ------- |
| 2800    | ↗82 600 | ↗83 100 | ↗84 600 | ↗87 652 | ↗87 700 | ↗88 000 | ↘87 800 | ↗87 900 | ↗88 011 |
| 2010    | 2012    | 2013    | 2014    | 2015    | 2016    | 2017    | 2018    | 2019    | 2020    |
| ↗92 047 | ↗92 996 | ↗93 428 | ↗94 080 | ↗94 417 | →94 417 | ↗95 065 | ↗95 388 | ↗95 469 | ↗96 052 |
| 2021    | 2023    | 2024    | 2025    |         |         |         |         |         |         |
| ↘93 357 | ↗93 721 | ↗94 084 | ↘93 493 |         |         |         |         |         |         |

На 1 января 2025 года по численности населения город находился на 181-м месте из 1124 городов Российской Федерации.

## Образование и культура
2 сентября 1952 года по распоряжению Совета Министров СССР № 22633-рс появился Саровский государственный физико-технический институт. Он существовал сначала как вечернее отделение МИФИ, а затем как самостоятельный институт. С недавних пор является филиалом НИЯУ «МИФИ».

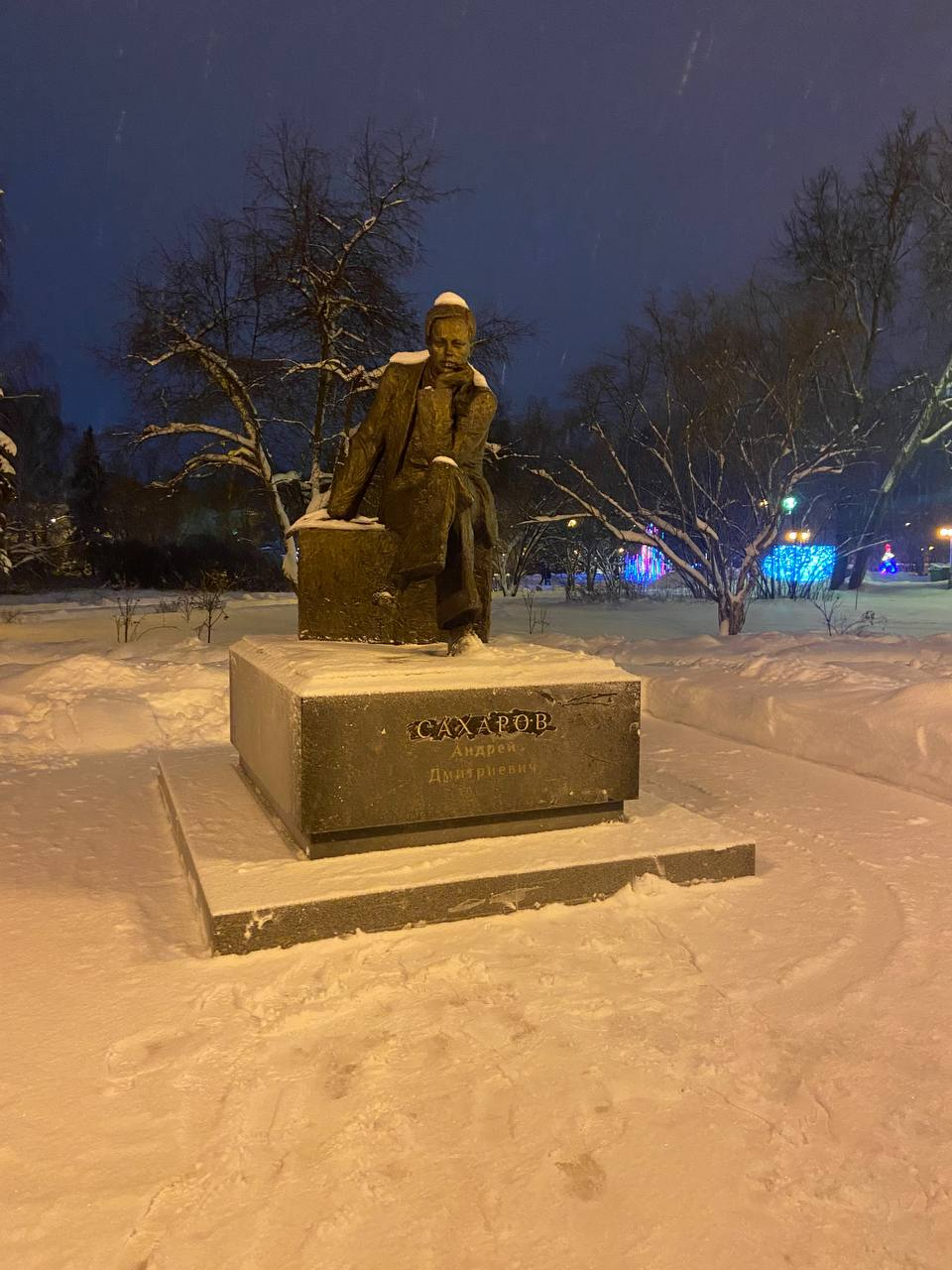
Памятник Сахарову А.Д. Февраль 2024 года

30 апреля 1949 года в здании бывшей церкви Серафима Саровского открылся Драматический театр (в 1956—1968 годах — Музыкально-драматический со своими оркестром, хором, балетом; в репертуар входили драматические спектакли и оперетты). С 2006 года Саровский драматический театр работает в новом здании.
С 1955 года в Сарове работает Дворец детского (юношеского) творчества (в прошлом «Дом пионеров» и — с 1972 по 1992 год — «Дворец пионеров»), с 1973 года — дом учёных. В 1980 году открыт кинотеатр «Россия».
1 сентября 2009 года открылась православная гимназия в честь преподобного Серафима Саровского. 1 сентября 2021 года был открыт филиал МГУ как образовательная база Национального центра физики и математики. В общей сложности, на 2010 год в городе насчитывалось 25 различных учебных заведений.

## Транспорт
Город по-прежнему остаётся закрытым и строго охраняемым: в нём существует чрезвычайно строго охраняемая граница с наличием многих рядов колючей проволоки, контрольно-следовой полосой, новейшими средствами слежения и Росгвардией. Въезд в город осуществляется только по пропускам установленного образца. Весь въезжающий автотранспорт досматривается с особой тщательностью. Постоянный пропуск, дающий круглосуточное право на въезд и выезд, выдаётся только лицам, имеющим регистрацию непосредственно в городе. Всем остальным выдаются разовые или служебные месячные пропуска.
Ежедневно курсирует пассажирский поезд № 380Э Берещино — Москва (Казанский вокзал) (фактически Саров, станция «Тупиковая» — Москва), также в городе расположена станция «Боровая». Имеются внутригородские автобусные маршруты, обслуживаемые преимущественно МУП «Горавтотранс».

## Спорт
- Ледовый Дворец «Саров»;
- Стадион «Икар»;
- Стадион «Авангард»;
- Бассейн «Ариэль»;
- Бассейн «Жемчужина»;
- Бассейн «Дельфин»;
- Лыжная база;
- ДЮСШ «Юниор»;
- ДЮСШ «ИКАР».

В Сарове развит хоккей с шайбой. Профессиональный хоккейный клуб «Саров», расформированный в 2019 году, принимал участие в Высшей хоккейной лиге — Открытом Всероссийском соревновании по хоккею. Детские команды занимаются в ДЮСШ «Саров». Также развиты лыжный спорт, теннис, лёгкая атлетика, баскетбол, волейбол, стрелковый спорт, футбол, бокс, боевые единоборства, пейнтбол, лазертаг.
История лыжного спорта в городе начинается в 1940-х годах. Каждый сезон проходит несколько крупных лыжных соревнований, которые собирают до 5 тысяч участников. В том числе: «Лыжня России», лыжный мемориал им. Бориса Музрукова, чемпионат Приволжского регионального командования внутренних войск МВД России. Саровский лыжник Пётр Седов мастер спорта международного класса. Пятикратный чемпион мира среди юниоров по лыжным гонкам, член сборной команды России на Олимпийских играх в Ванкувере. Его сестра Анастасия Седова завоевала золотую медаль на первых зимних юношеских Олимпийских играх в Инсбруке и бронзовую медаль на Олимпийских играх в Пхёнчхане. Ирина Хазова — член сборной команды России по лыжным гонкам, бронзовый призёр Олимпиады в Ванкувере, заслуженный мастер спорта России.
В Сарове также родились и начали заниматься спортом:
- Светлана Кулакова (род. 1982) — многократная чемпионка Европы и мира по боксу и кикбоксингу.

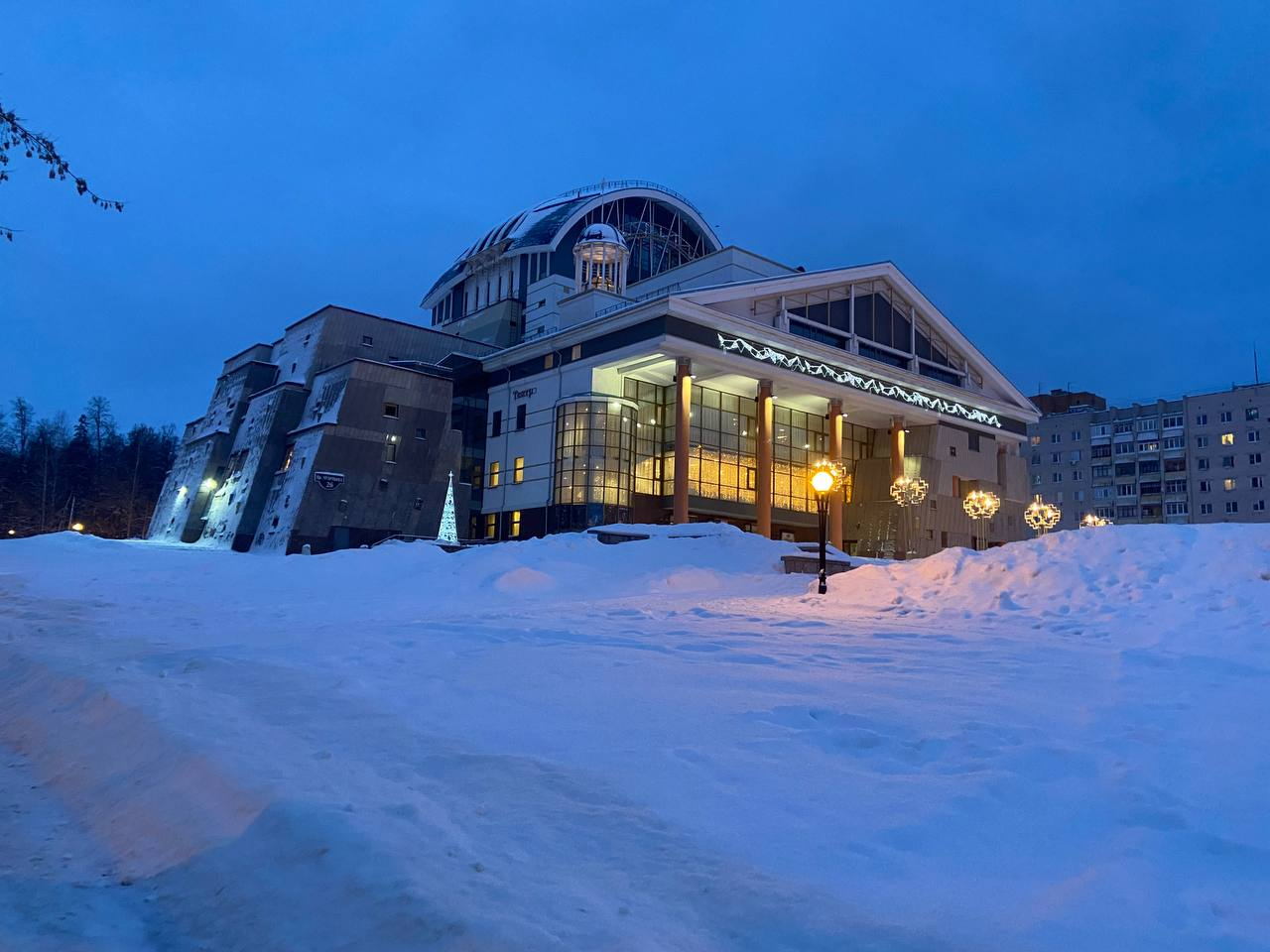
Саровский театр драмы. Февраль 2024 года

- Саровский театр драмы. Февраль 2024 годаАнатолий Рыбаков (род. 1956) — призёр чемпионатов Европы (1974) и мира (1975) по плаванию.
- Олег Тактаров (род. 1967) — чемпион мира по смешанным боевым искусствам (UFC, 1995), ныне актёр кино.
- Татьяна Фирова (род. 1982) — выпускница ДЮСШ «Юниор», заслуженный мастер спорта по лёгкой атлетике, трёхкратный призёр Олимпийских игр (2004, 2008, 2012).

## Природа

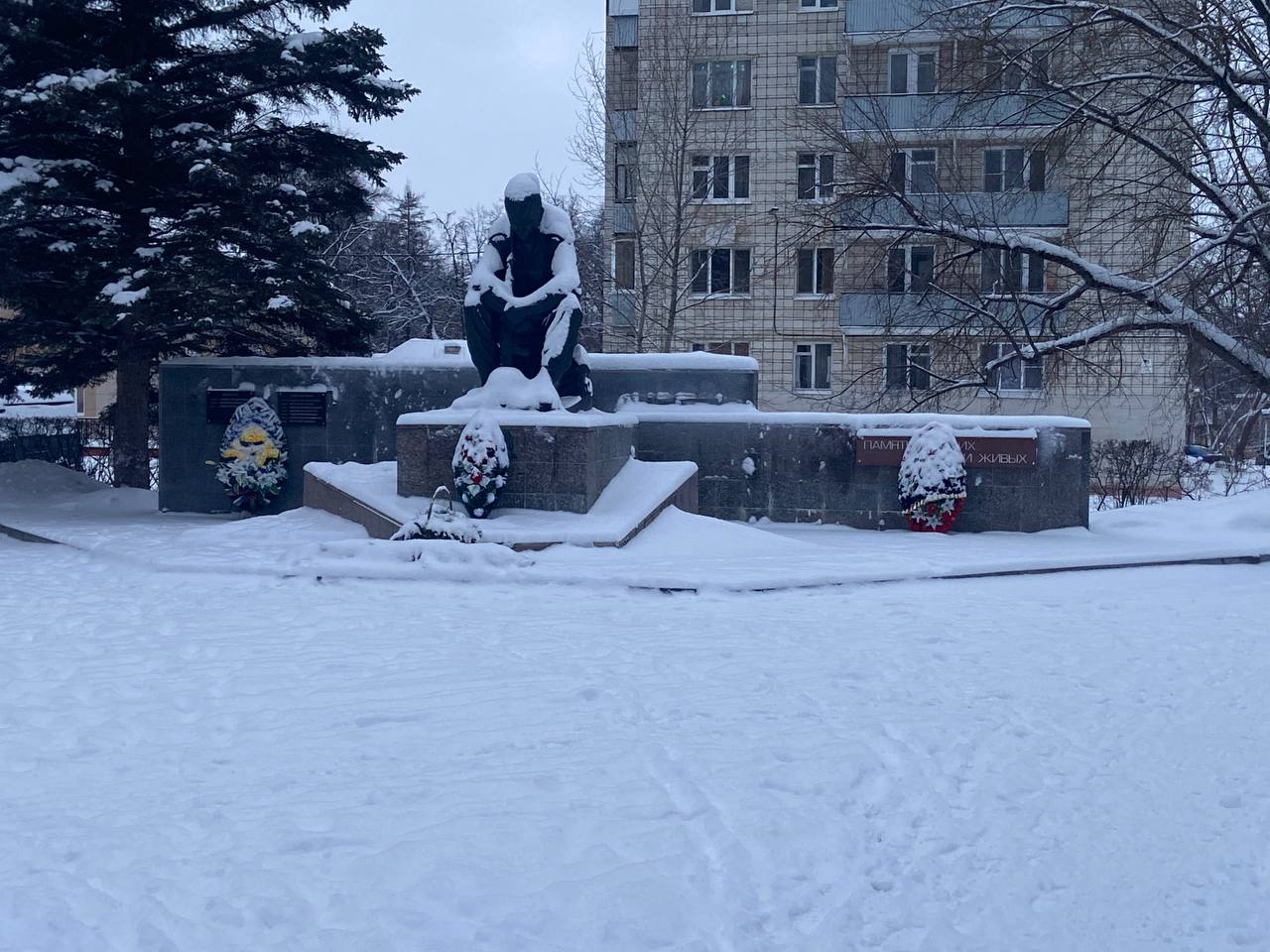
Мемориал погибшим в Афганистане и на Северном Кавказе. Февраль 2024 года

### Климат
Климат умеренно континентальный с холодной зимой и жарким летом.

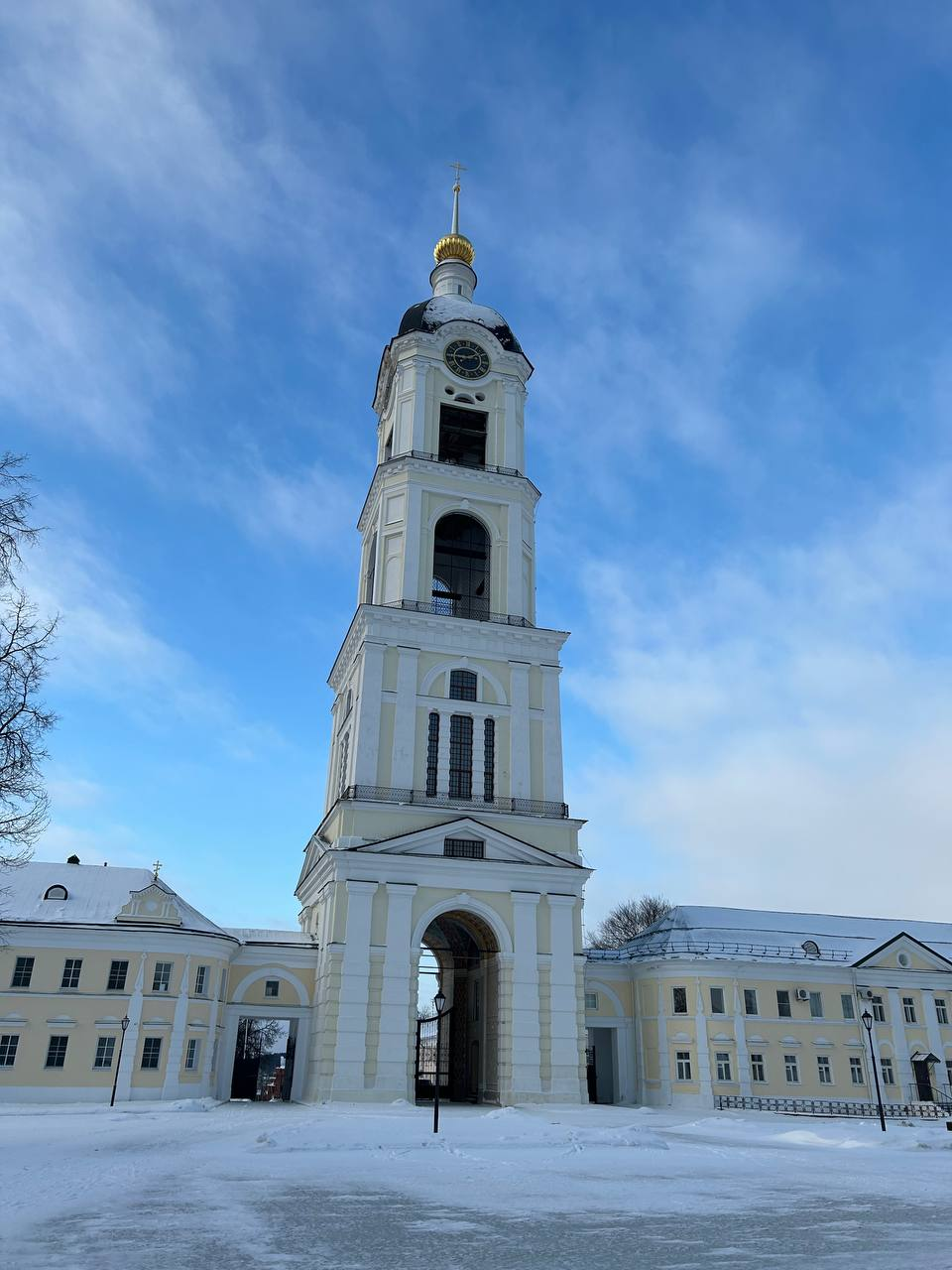
Саровская колокольня. Февраль 2024 года

| Показатель                     | Янв. | Фев. | Март | Апр. | Май | Июнь | Июль | Авг. | Сен. | Окт. | Нояб. | Дек. | Год |
| ------------------------------ | ---- | ---- | ---- | ---- | --- | ---- | ---- | ---- | ---- | ---- | ----- | ---- | --- |
| Средний суточный максимум, °C  | −7   | −6   | 0    | 10   | 18  | 23   | 26   | 23   | 16   | 8    | 0     | −5   | 9   |
| Средний суточный минимум, °C   | −14  | −12  | −6   | 2    | 10  | 14   | 16   | 15   | 8    | 2    | −4    | −10  | 2   |
| Норма осадков, мм              | 40   | 30   | 30   | 35   | 50  | 55   | 75   | 70   | 60   | 60   | 55    | 50   | 610 |
| Источник: Туристический портал |      |      |      |      |     |      |      |      |      |      |       |      |     |

### Памятники природы
В Сарове находятся 9 памятников природы: Саровские серебряные ключи, Ближняя и Дальняя пустынки, Эрзянское священное урочище Кереметь, Заливной луг в пойме реки Сатиса, монастырский Шелокшанский прудок, монастырское урочище Филипповка и Сысовский кордон, монастырские пруды Протяжка и Варламовский.

## Достопримечательности
Визитной карточкой города называют Саровскую колокольню, которая расположена на территории Свято-Успенской Саровской пустыни и изображение которой можно увидеть на гербе Сарова. Колокольня, на которую в 2012 году была установлена новая главка с крестом, имеет общую высоту 85 метров.

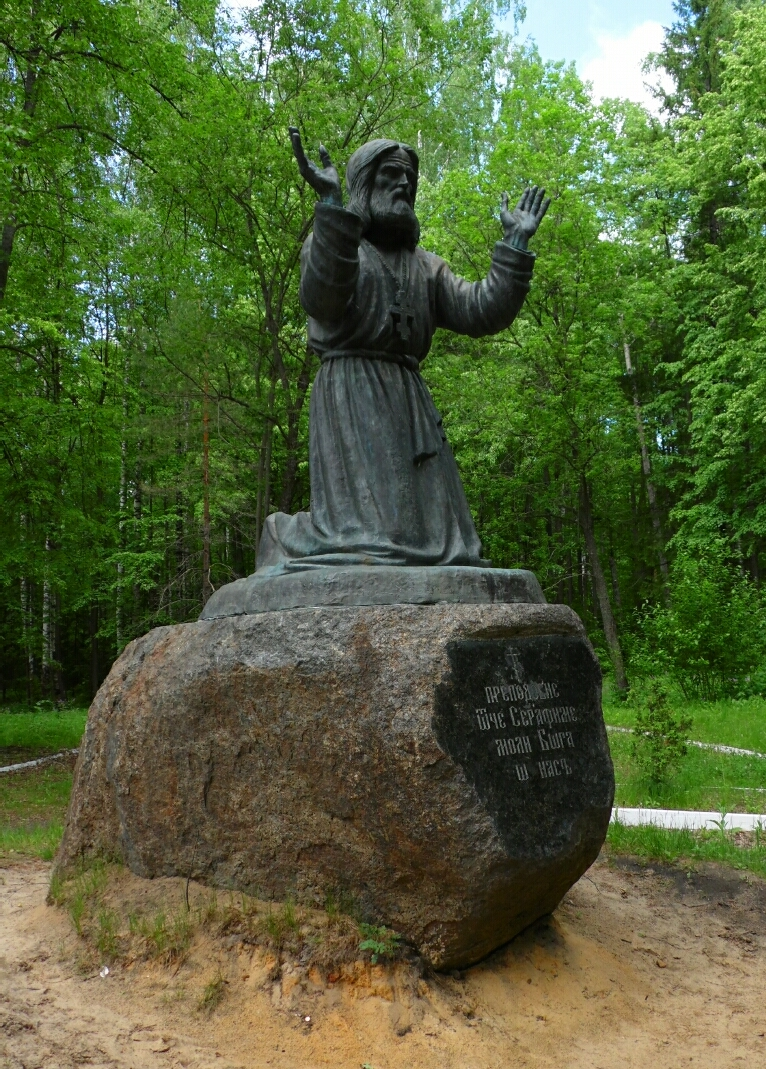
Памятник Серафиму Саровскому

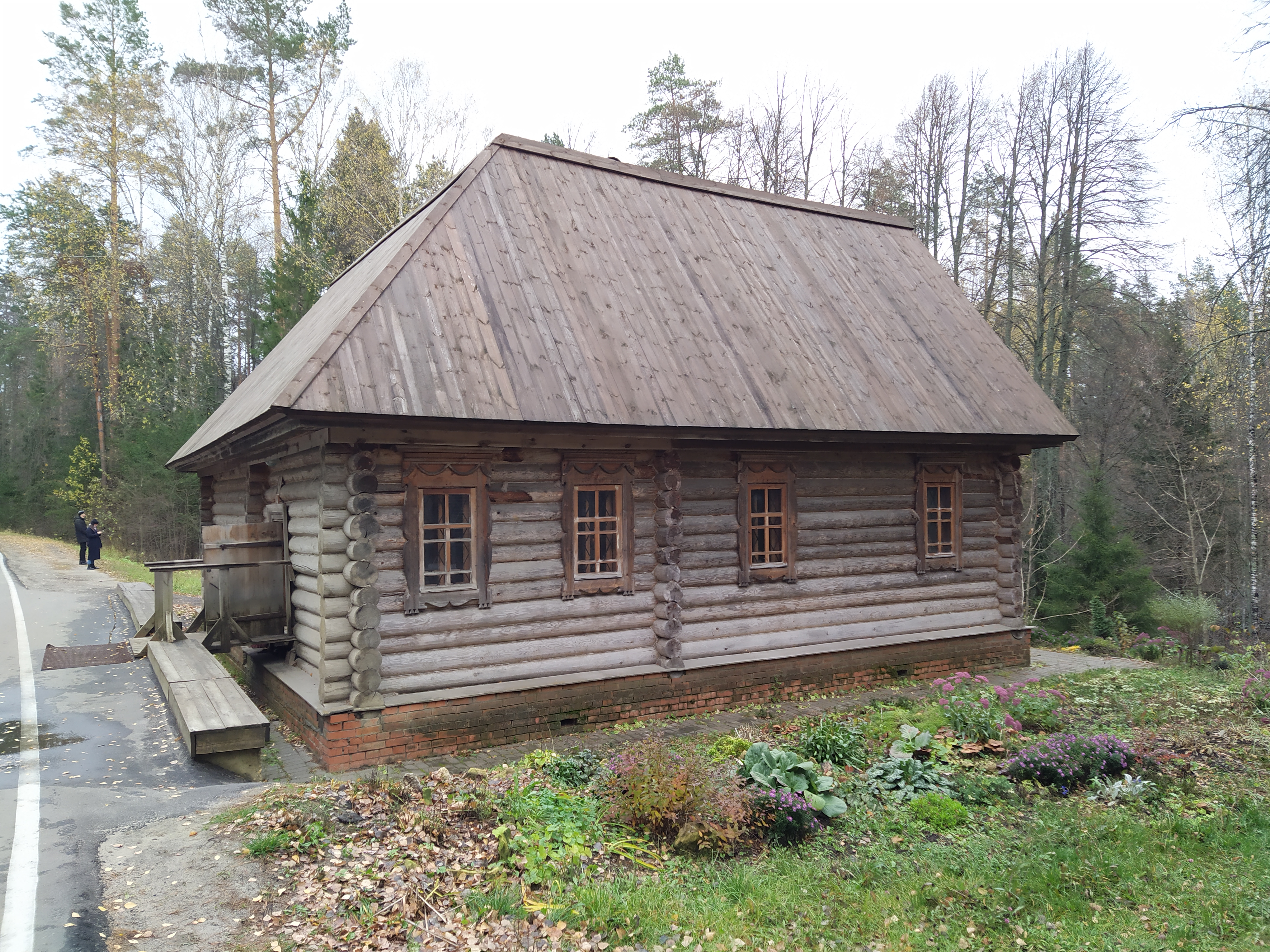
Изба на месте, где стояла хижина Серафима Саровского

Храм Серафима Саровского, 2015

В Сарове и его окрестностях многое связано с Серафимом Саровским. Одним из таких памятников является монумент старцу, находящийся в Дальней пустынке (ещё одном природном заповеднике на юге области). Когда-то именно здесь, среди широколиственных лесов, Серафим Саровский жил в своей деревянной хижине. Оригинальная хижина из-за своей ветхости не сохранилась, нынешнее здание было построено в 1903 к приезду Николая II. Памятник, изготовленный известным скульптором Вячеславом Клыковым, был установлен в 1990-е годы когда начался процесс восстановления святынь в Дивеево и Сарове: в 1991 году монумент был освящён Патриархом Алексием II.
Храм Серафима Саровского — первый в России, посвящённый преподобному Серафиму Саровскому. Построен по проекту архитектора А. С. Каминского. Заложен был в 1897 году, а в 1903 году в ходе саровских торжеств по случаю причисления преподобного Серафима к лику святых храм был освящён в честь нового святого. К храму примыкает здание Архиерейского дома, в котором останавливалась мать последнего русского императора Мария Федоровна. Рядом находится здание монастырской трапезной, построенное в 1828 году.
В исторической части Сарова установлен памятник Андрею Сахарову, инициатива создания которого принадлежала Российскому федеральному ядерному центру.
На территории монастыря находится захоронение участника наполеоновских войн, генерала Бориса Владимировича Полуектова. Генерал участвовал в битве при Аустерлице, был участником Отечественной войны и Бородинского сражения, подавлял восстание в Польше — и при этом был благодетелем и меценатом Саровской пустыни. Рядом с ним погребена его супруга.

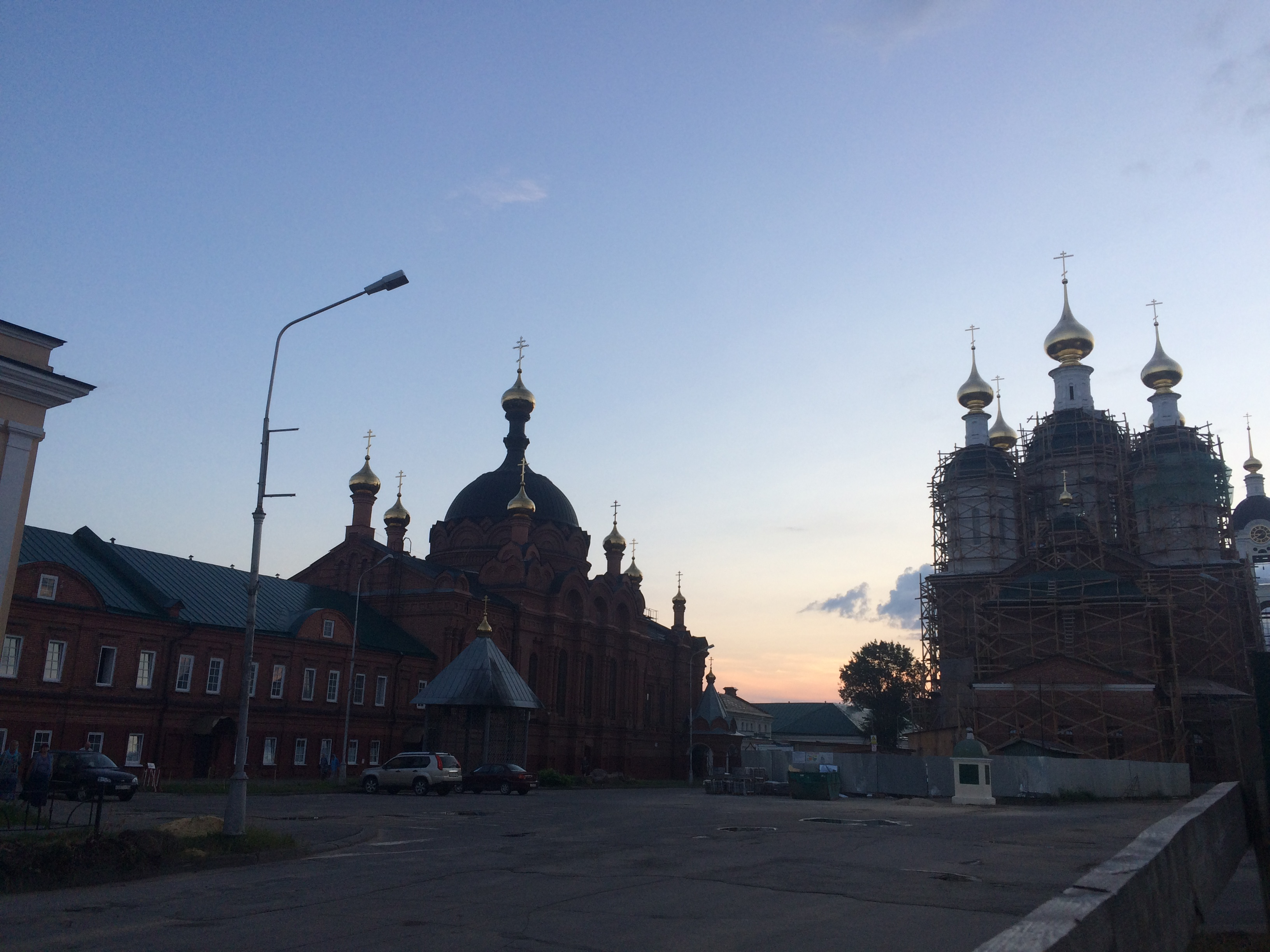
Реконструкция храма в Сарове

## Города-побратимы
- Лос-Аламос (США, с 1993 года);
- Республика Абхазия/ Грузия[65] Новый Афон (Абхазия/Грузия, с 2007 года);
- Сергиев Посад (Россия, с 2007 года);
- Северск (Россия, бывший Томск-7).

## Примечания

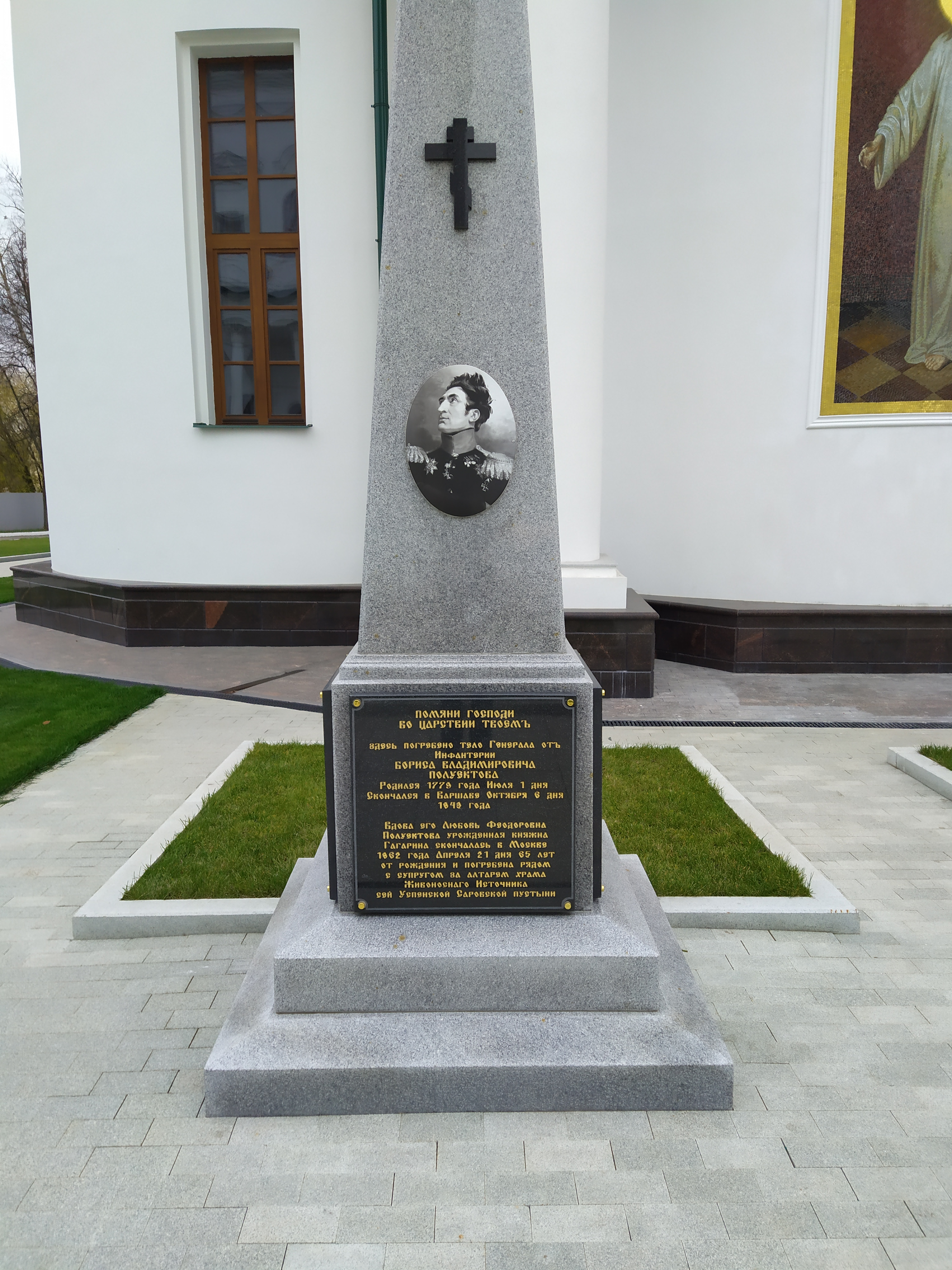
Могила Бориса Полуектова на территории Саровской пустыни